# اسپیدتری
اسپیدتری (انگلیسی: SpeedTree) یک میان‌افزار و گروه برنامه‌نویسی تولید محصولات نرم‌افزاری مدل‌سازی پوشش گیاهی است که توسط اینتراکتیو دیتا ویزولیزشن ارائه گردیده‌است. فعالیت این گروه ایجاد فضای سبز مجازی و شبیه‌سازی شدهٔ واقعی برای برنامه‌های پویانمایی، معماری و عمدتاً بازی‌های رایانه‌ای است. اسپیدتری مجوز فنی توسعه دهندگان گوناگون بازی‌های ویدئویی از جمله مایکروسافت ویندوز، اکس‌باکس و پلی‌استیشن را از سال ۲۰۰۲ میلادی در اختیار دارد. از زمان انتشار رانش‌گر این گروه در سال ۲۰۰۹، اسپیدتری در بیش از ۴۰ فیلم اصلی مورد استفاده قرار گرفته‌است که از مهمترین آنها می‌توان به مرد آهنی ۳، پیشتازان فضا به‌سوی تاریکی، زندگی پی (فیلم) و بردمن (فیلم) اشاره داشت. یکی از مشهورترین فعالیت‌های این شرکت، پروژهٔ اجرا و تولید پوشش زنده و فانتزی موسوم به پاندورا در فیلم آواتار می‌باشد. در سال ۲۰۱۵ این شرکت به پاس خدمات فنی و ارزشمند، مفتخر به دریافت جایزهٔ اسکار علمی/فنی گردید. این جایزه به بنیانگذاران و مدیر اجرایی این گروه اهدا گردید.